# Ananino-Kultur
| Prähistorische Kulturen Russlands |                         |
| Mittelsteinzeit                   |                         |
| Kunda-Kultur                      | 7400–6000 v. Chr.       |
| Jungsteinzeit                     |                         |
| Bug-Dnister-Kultur                | 6500–5000 v. Chr.       |
| Dnjepr-Donez-Kultur               | 5500–4000 v. Chr.       |
| Sredny-Stog-Kultur                | 4500–3500 v. Chr.       |
| Jekaterininka-Kultur              | 4300–3700 v. Chr.       |
| Kammkeramische Kultur             | 4200–2000 v. Chr.       |
| Fatjanowo-Kultur                  | um 2500 v. Chr.         |
| Kupfersteinzeit                   |                         |
| Nordkaspische Kultur              |                         |
| Kurgankultur                      | 5000–3000 v. Chr.       |
| Samara-Kultur                     | um 5000 v. Chr.         |
| Chwalynsk-Kultur                  | 5000–4500 v. Chr.       |
| Botai-Kultur                      | 3700–3100 v. Chr.       |
| Jamnaja-Kultur                    | 3600–2300 v. Chr.       |
| Afanassjewo-Kultur                | 3500–2500 v. Chr.       |
| Ussatowe-Kultur                   | 3300–3200 v. Chr.       |
| Glaskowo-Kultur                   | 3200–2400 v. Chr.       |
| Bronzezeit                        |                         |
| Poltavka-Kultur                   | 2700–2100 v. Chr.       |
| Potapovka-Kultur                  | 2500–2000 v. Chr.       |
| Katakombengrab-Kultur             | 2500–2000 v. Chr.       |
| Abaschewo-Kultur                  | 2500–1800 v. Chr.       |
| Sintaschta-Kultur                 | 2100–1800 v. Chr.       |
| Okunew-Kultur                     | um 2000 v. Chr.         |
| Samus-Kultur                      | um 2000 v. Chr.         |
| Andronowo-Kultur                  | 2000–1200 v. Chr.       |
| Susgun-Kultur                     | um 1700 v. Chr.         |
| Srubna-Kultur                     | 1600–1200 v. Chr.       |
| Kolchis-Kultur                    | 1700–600 v. Chr.        |
| Begasy-Dandybai-Kultur            | um 1300 v. Chr.         |
| Karassuk-Kultur                   | um 1200 v. Chr.         |
| Ust-Mil-Kultur                    | um 1200–500 v. Chr.     |
| Koban-Kultur                      | 1200–400 v. Chr.        |
| Irmen-Kultur                      | 1200–400 v. Chr.        |
| Spätirmen-Kultur                  | um 1000 v. Chr.         |
| Plattengrabkultur                 | um 1300–300 v. Chr.     |
| Aldy-Bel-Kultur                   | 900–700 v. Chr.         |
| Eisenzeit                         |                         |
| Baitowo-Kultur                    |                         |
| Tagar-Kultur                      | 900–300 v. Chr.         |
| Nosilowo-Gruppe                   | 900–600 v. Chr.         |
| Ananino-Kultur                    | 800–300 v. Chr.         |
| Tasmola-Kultur                    | 700–300 v. Chr.         |
| Gorochowo-Kultur                  | 600–200 v. Chr.         |
| Sagly-Baschi-Kultur               | 500–300 v. Chr.         |
| Jessik-Beschsatyr-Kultur          | 500–300 v. Chr.         |
| Pasyryk-Stufe                     | 500–300 v. Chr.         |
| Sargat-Kultur                     | 500 v. Chr.–400 n. Chr. |
| Kulaika-Kultur                    | 400 v. Chr.–400 n. Chr. |
| Tes-Stufe                         | 300 v. Chr.–100 n. Chr. |
| Schurmak-Kultur                   | 200 v. Chr.–200 n. Chr. |
| Taschtyk-Kultur                   | 100–600 n. Chr.         |
| Tschernjachow-Kultur              | 200–500 n. Chr.         |

Die Ananino-Kultur (ca. 800–300 v. Chr.) ist eine archäologische Kultur der Eisenzeit im Bereich der mittleren Wolga (vom Fluss Wetluga bis zur Stadt Uljanowsk) und im Becken des Kama-Flusses. Überreste konnten sogar bei Birsk und noch weiter nördlich bei Petschora entdeckt werden. In der Wolga-Region und dem unteren Kama-Gebiet reichen die Spuren der Ananino-Kultur bis in das 6., in anderen Gebieten bis ins 3.–2. Jahrhundert v. Chr.
Ihren Namen hat diese Kultur von dem kleinen Dorf Ananino in der Nähe von Jelabuga, bei dem die ersten Gräber dieser Kultur 1858 von P. V. Alabin und I. V. Shishkin entdeckt worden sind.

## Fundplätze und Funde
Von der Ananino-Kultur sind zahlreiche unbefestigte Siedlungen, Gräberfelder und Festungen, die oft in Flussnähe errichtet worden sind, bekannt. Die bekanntesten Festungen sind Novokabanov, Kakrykul, Peter-Tau, Anachev, Tra-Tau, Trikol, Novobiktov, eine Siedlung bei Birsk und ein Gräberfeld bei Tash-Elga.
In den Siedlungen und Festungen wurden Überreste von Holzhäusern mit Seitenlängen von 10 × 5 m bis 12 × 4 m gefunden. In der Siedlung Konetsgor wurden in Sektionen unterteilte Langhäuser mit Herdstellen in der Längsachse entdeckt. Die Menschen betrieben Rinderzucht, Landwirtschaft, Fischfang und gingen auf die Jagd. Sie schmiedeten Schwarzes Eisen und nutzten den Bronzeguss, beherrschten die Töpferei, das Weben und Spinnen, verarbeiteten Knochen und handelten mit Leder. Die typische Keramik ist rundbodig und mit Kerben und Schnurabdrücken verziert. In den Siedlungen wurden viele bearbeitete Tierknochen gefunden, so verschiedene Typen von Pfeilspitzen, Harpunen und Hacken.
Begräbnisstätten sind Kurgane, meist klein, aber zum Teil auch sehr größflächig. Die obere Ahmylov-Begräbnisstätte enthielt mehr als 1100 Bestattungen. Die ältesten von ihnen haben an den Seiten der Gräber Gruppen von Steinstelen mit Gravierungen von Waffen. Im 6.–5. Jahrhundert v. Chr. wurden die Stelen auf den Gräbern errichtet, die manchmal Männer mit oder ohne Bewaffnung zeigten. Bestattungen in Grubengräbern mit Holzkammern waren vorherrschend. Einzelbestattungen überwiegen, aber auch Paare oder Gruppenbestattungen kommen vor, ebenso Sekundärbestattungen und Schädelbestattungen. Neben Tongefäßen und anderen Objekten wurden in manchen Gräbern Überreste mitgegebenen Fleisches gefunden, Pferdefleisch bei Männern und Rindfleisch bei Frauen. In den Männergräbern waren üblicherweise Speere, Schwerter, Dolche, Pfeilspitzen und Klingen. In den Frauengräbern war Schmuck wie Armringe, Halsringe, Anhänger und Röhren, die an einem Lederkopfband befestigt waren.
In der Anfangsphase der Ananino-Kultur waren Bronze- und Eisengegenstände gleichermaßen vertreten, genauso wie Feuersteinpfeilspitzen und -schaber.
Die Ananino-Kultur war sehr stark von der kaukasischen Koban-Kolchis-Kultur beeinflusst, wie auch von den Skythen und den östlichen nomadischen Kulturen der eurasischen Steppe. Besonders signifikant waren die Verbindungen mit den Kaukasus-Kulturen, worauf die Vielzahl importierter Gegenstände hinweist. Auch in den Metallgegenständen zeigen sich viele Anhaltspunkte, die auf kaukasische Traditionen hinweisen.

## Sprache
Vermutlich gehörten die Angehörigen der Ananino-Kultur den Finno-ugrischen Völkern an. Unter dieser Annahme bildeten sich im östlichen Teil des Kama-Beckens der Udmurt-Stamm, im westlichen Teil der Maris-Stamm und im Norden der Komi-Stamm heraus.